# Piotr Szymaniec
Piotr Szymaniec – polski prawnik i ekonomista, doktor habilitowany nauk prawnych, nauczyciel akademicki, specjalności naukowe: doktryny polityczne i prawne, historia myśli ekonomicznej, bezpieczeństwo publiczne.

## Życiorys
W 2007 ukończył na Uniwersytecie Wrocławskim studia na kierunku prawo, a w 2009 na Uniwersytecie Ekonomicznym we Wrocławiu studia na kierunku stosunki międzynarodowe. W 2012 na Wydziale Prawa, Administracji i Ekonomii Uniwersytetu Wrocławskiego na podstawie napisanej pod kierunkiem Marka Maciejewskiego rozprawy pt. Myśl polityczno-prawna Adama Fergusona uzyskał stopień naukowy doktora nauk prawnych w dyscyplinie prawo w specjalności doktryny polityczne i prawne. Tam też na podstawie dorobku naukowego oraz monografii pt. Koncepcje wolności religijnej. Rozwój historyczny i współczesny stan debaty w zachodniej myśli polityczno-prawnej uzyskał w 2017 stopień doktora habilitowanego nauk prawnych w dyscyplinie prawo.
Został nauczycielem akademickim Państwowej Wyższej Szkoły Zawodowej im. Angelusa Silesiusa w Wałbrzychu w Instytucie Społeczno-Prawnym.
W 2018 został powołany na członka Rady Legislacyjnej przy Prezesie Rady Ministrów.